# Cot Blang Tanoh Adang
Cot Blang Tanoh Adang är en kulle i Indonesien.   Den ligger i provinsen Aceh, i den västra delen av landet, 1 800 km nordväst om huvudstaden Jakarta. Toppen på Cot Blang Tanoh Adang är 130 meter över havet.
Terrängen runt Cot Blang Tanoh Adang är kuperad åt sydväst, men åt nordost är den platt.Runt Cot Blang Tanoh Adang är det ganska glesbefolkat, med 47 invånare per kvadratkilometer. Omgivningarna runt Cot Blang Tanoh Adang är en mosaik av jordbruksmark och naturlig växtlighet.